# Alleanza nelle Alpi
Alleanza nelle Alpi è un'associazione fondata nel 1997 che riunisce 280 comuni e regioni di sette paesi del territorio alpino. Lo scopo dell'associazione è quello di preservare e sviluppare la natura, l'economia e la convivenza nelle Alpi. Nel corso degli anni l'associazione ha favorito la realizzazione di progetti transfrontalieri, favorendo lo scambio di informazioni tra i comuni. L'associazione, interfacciandosi con i ministeri nazionali, si pone l'obiettivo di rappresentare gli interessi delle comunità locali. 

## Membri
I comuni soci della rete oggi sono 280 dislocati in sette Stati: Germania, Austria, Francia, Italia, Liechtenstein, Slovenia e Svizzera.